# Czas (tygodnik kanadyjski)
Czas (ang. The Polish Times) – polskojęzyczny, zasłużony tygodnik wydawany w Winnipegu (Manitoba) w Kanadzie w okresie od 1914 do 2004, kiedy to połączył się z innym wieloletnim tygodnikiem polskim – Związkowcem, tworząc od tej pory Czas-Związkowiec. Pismo o rekordowo długiej działalności jak na warunki emigracyjne.
W chwili powstania Czasu Winnipeg uchodził (aż do II wojny światowej) za najważniejsze w Kanadzie skupisko imigrantów z Polski, z biegiem czasu oddając palmę pierwszeństwa Montrealowi, później Ottawie, aż wreszcie Toronto. W ówczesnym Winnipegu i w okolicy mieszkało już kilka tysięcy Polaków, a najważniejszym pismem na rynku była Gazeta Katolicka w Kanadzie.
Jej monopol próbowali odebrać działacze Polskiego Towarzystwa Gimnastycznego „Sokół”, zakładając w 1913 pod wodzą Maksa Majora Gazetę Narodową, która nie przetrwała kilku miesięcy. Nie zrażony niepowodzeniem Major podjął kolejną próbę przy pomocy firmy wydawniczej Polish National Publishing Co., będącej własnością Czecha, Frantiska Dojacka. Tytuł przyjęto za krakowskim dziennikiem Czas. Ogłaszano się jako „Jedyny Postępowy Tygodnik Polski w Kanadzie”. Anglojęzyczne teksty zajmowały ok. 20% numeru.
Maks Major, który wcześniej pracował w Gazecie Katolickiej w Kanadzie, odszedł w 1919, aby przez 3 lata stać na czele torontońskiego Nowego Życia. Ponieważ w 1927 Czas został przejęty czasowo przez społeczność ukraińską, zaistniała potrzeba powołania całkowicie polskiego wydawnictwa. Dzięki zbiórkom pieniężnym kilku różnych organizacji udało się to dopiero w 1931 roku, kiedy powstało wydawnictwo Polish Press Ltd.
Z chwilą powstania Zjednoczenia Zrzeszeń Polskich w Kanadzie (Union of Polish Societies in Canada, 1932–44), będącego protoplastą Kongresu Polonii Kanadyjskiej, Czas stał się jego organem prasowym przy aprobacie Polonii i ówczesnego rządu polskiego. Antyklerykalny charakter pisma oraz ostra krytyka Gazety Katolickiej zostały poważnie załagodzone, dzięki czemu Czas mógł faktycznie być akceptowany przez większość Polaków, a na pewno stać się największym czasopismem Polonii centralnej i zachodniej Kanady. Od roku 1944 „Czas” był pismem niezależnym i nie był organem żadnej organizacji. Dzisiaj ten tygodnik uważany jest za jeden z najważniejszych kamieni milowych w historii polskiej prasy w Kanadzie.
Kolejni redaktorzy: Maks Major (1915–19), Juljan Nowacki (1919–31, 1931–32, 1934–35), Leon S. Garczyński (1931), Jan Sikora (1932–34), Kazimierz Konarski (1935), W.A. Drelenkiewicz (1935–40), August F. Chudzicki (1940–47), dr Adam Synowiecki (1947–1970), Wiktor L. Michalski (1970–73), ks. Mieczysław Szwej (1973–75), Joseph Michał Krajewski (1975–77), Jerzy Mroczkowski (1977–1986), zespół (od 1986). W latach redagowania pisma przez J. Mroczkowskiego miało ono zdecydowanie antykomunistyczny charakter i wyrażało zdecydowanie prądy pro niepodległościowe i legalistyczne (uznawanie uprawnień rządu RP na Obczyźnie). Obok samego Mroczkowskiego, głównymi stałymi publicystami tygodnika byli wówczas: Jerzy Lechita i Bogumił Pacak-Gamalski.
Kolejni wydawcy: Polish National Publishing Company (1915), Canada North-West Publishing Company (1915–20), National Press Limited (1920–31), Polish Press Limited (1931–2004).
W wyniku fuzji z torontońskim Związkowcem oba pisma kontynuują swój żywot od lipca 2004 pod wspólną winietą Czas-Związkowiec.
Egzemplarze Czasu z okresu 1915–2003 przechowywane są w archiwach Uniwersytetu Manitoby w Winnipegu.